# Systropha hirsuta
Systropha hirsuta är en biart som beskrevs av Maximilian Spinola 1839. Systropha hirsuta ingår i släktet Systropha och familjen vägbin. Inga underarter finns listade i Catalogue of Life.